# 迭戈·法尔奇内利
迭戈·法尔奇内利（義大利語：Diego Falcinelli；1991年6月26日—）是一位意大利足球運動員。在場上的位置是前鋒。現效力於意大利足球乙级联赛球隊斯佩齊亞。他也代表意大利國少隊參賽。